# Алиев, Магомедбек Даитбекович
Магомедбек Даитбекович Алиев (род. 14 мая 1967, Махачкала) — советский и российский дзюдоист, чемпион и серебряный призёр чемпионата СССР, бронзовый призёр чемпионатов СНГ и Европы, чемпион Европы в командном зачёте, призёр чемпионата мира среди военнослужащих, мастер спорта России международного класса. Участник летних Олимпийских игр 1992 года в Барселоне.

## Биография
Родился и живёт в Махачкале. Старший тренер сборной Дагестана по дзюдо. Заслуженный работник физической культуры Республики Дагестан.

## Спортивные достижения
- Чемпионат СССР по дзюдо 1990 года — ;
- Чемпионат СССР по дзюдо 1991 года — ;
- Чемпионат СНГ по дзюдо — .